# اوبونور-ووزل
اوبونور-ووزل (به فرانسوی: Auboncourt-Vauzelles) یک کمون در فرانسه است که در canton of Novion-Porcien واقع شده‌است. اوبونور-ووزل ۵٫۴ کیلومتر مربع مساحت دارد ۹۸ متر بالاتر از سطح دریا واقع شده‌است.